# Schlegelia pandurata
Schlegelia pandurata är en tvåhjärtbladig växtart som först beskrevs av Harold Norman Moldenke, och fick sitt nu gällande namn av Alwyn Howard Gentry. Schlegelia pandurata ingår i släktet Schlegelia och familjen Schlegeliaceae. Inga underarter finns listade i Catalogue of Life.